# To Aru Kagaku no Railgun
To Aru Kagaku no Railgun (jap. とある科学の超電磁砲, To Aru Kagaku no Rērugan, deutsch „Eine gewisse wissenschaftliche Railgun“) ist eine Spin-off-Manga-Reihe von Motoi Fuyukawa, die auf dem Szenario und den Charakteren der Manga- bzw. Light-Novel-Reihe To Aru Majutsu no Index aufbaut. Sie wird seit Mai 2007 innerhalb des japanischen Magazins Dengeki Daioh veröffentlicht. Im Jahr 2009 wurde sie von J.C.Staff als Anime-Fernsehserie und im Oktober 2010 als OVA adaptiert.

## Handlung
Die Handlung von To Aru Kagaku no Railgun stellt einen Ausschnitt aus der Welt von To Aru Majutsu no Index dar, der sich besonders auf die vier weiblichen Charaktere Mikoto Misaka, Kuroko Shirai, Kazari Uiharu und Ruiko Saten konzentriert. Von diesen steht Mikoto im Mittelpunkt der Ereignisse. Ihre spezielle Fähigkeit, metallische Objekte mit elektromagnetischer Kraft stark zu beschleunigen (Railgun), war namensgebend für die Reihe. Begleitet wird sie fast immer von ihrer Zimmerkameradin Kuroko, die in sie verliebt ist und sie als „große Schwester“ bezeichnet.
Zusammen mit ihren beiden Schulfreundinnen untersuchen sie im ersten Abschnitt der Handlung eine mysteriöse Droge, welche nach der Einnahme die psychischen Fähigkeiten für kurze Zeit enorm ansteigen lässt. Dies ist zugleich eine Referenz auf Ereignisse der ersten Light Novel von To Aru Majutsu no Index, in der dieser Vorfall kurz als Level Upper erwähnt wird. Sie versuchen den Dealer dieser Drogen aufzuhalten, nachdem ihr Anliegen durch eine im Koma liegende Freundin auch persönlich wurde.

## Entstehung und Veröffentlichungen
Die Manga-Reihe wurde von Motoi Fuyukawa gezeichnet. Seit Mai 2007 wird sie innerhalb des japanischen Magazins Dengeki Daioh veröffentlicht. Erste zusammengefasste Kapitel der noch immer fortgesetzten Reihe erschienen seit 25. November 2007 als Tankōbon bei MediaWorks. Bisher sind 19 Bände erschienen.
- Bd. 1: ISBN 978-4-8402-4107-6, 25. November 2007
- Bd. 2: ISBN 978-4-04-867146-0, 10. Juni 2008
- Bd. 3: ISBN 978-4-04-867719-6, 27. Februar 2009
- Bd. 4: ISBN 978-4-04-867894-0, 27. Oktober 2009
- Bd. 5: ISBN 978-4-0486-8686-0, 26. Juni 2010
- Bd. 6: ISBN 978-4-04-870350-5, 26. Februar 2011
- Bd. 7: ISBN 978-4-04-870976-7, 17. Dezember 2011
- Bd. 8: ISBN 978-4-04-891101-6, 27. Oktober 2012
- Bd. 9: ISBN 978-4-04-891844-2, 27. August 2013
- Bd. 10: ISBN 978-4-04-866698-5, 26. Juli 2014
- Bd. 11: ISBN 978-4-04-865431-9, 27. Oktober 2015
- Bd. 12: ISBN 978-4-04-892365-1, 26. November 2016
- Bd. 13: ISBN 978-4-04-893425-1, 27. November 2017
- Bd. 14: ISBN 978-4-04-912146-9, 11. Oktober 2018
- Bd. 15: ISBN 978-4-04-912838-3, 10. Oktober 2019
- Bd. 16: ISBN 978-4-04-913481-0, 27. Oktober 2020
- Bd. 17: ISBN 978-4-04-914255-6, 26. Februar 2022
- Bd. 18: ISBN 978-4-04-914959-3, 27. März 2023
- Bd. 19: ISBN 978-4-04-915665-2, 27. März 2024

## Adaptionen

### Anime
Das Animationsstudio J.C.Staff adaptierte die Manga-Reihe im Jahr 2009 als Anime-Fernsehserie, deren Regie Tatsuyuki Nagai führte. Das Charakterdesign wurde von Yuichi Tanaka entworfen. Er baute dabei auf den Zeichnungen von Kiyotaka Haimura auf. Die künstlerische Leitung übernahm Tomonori Kuroda. Vom 3. Oktober 2009 bis 20. März wurde die 24 Folgen umfassende Serie auf dem Sender Tokyo MX kurz nach Mitternacht (und damit am vorigen Fernsehtag) übertragen. Weitere Sender wie AT-X, Chiba TV, Chubu-Nippon Broadcasting, MBS, TV Kanagawa und TV Saitama begannen einige Tage versetzt ebenfalls mit der Ausstrahlung.
Am 29. Oktober 2010 erschien eine OVA auf DVD und BluRay.
Am 21. Oktober 2012 wurde eine zweite Staffel mit dem Titel To Aru Kagaku no Railgun S angekündigt. Der Stab und die Besetzung der wiederkehrenden Figuren blieben gleich. Die ebenfalls 24 Folgen umfassende Serie wurde vom 12. April bis 27. September 2013 auf AT-X erstausgestrahlt, jeweils eine halbe Stunde später auch auf TV Tokyo, und mit bis zu zwei Wochen Versatz auch MBS, Chubu-Nippon Broadcasting, und Tochigi TV.
Eine dritte Staffel mit dem Titel To Aru Kagaku no Railgun T wurde erstmals im japanischen TV vom 10. Januar bis 25. September 2020 ausgestrahlt. Die dritte Staffel lief für 25 Episoden. Zwei Bonus-Anime sind aus der dritten Staffel in der ersten und fünften Blu-Ray / DVD-Volume veröffentlicht.
Funimation hat die drei Anime-Staffeln in englischer Sprache sowie als Original mit englischen Untertiteln unter den Titeln A Certain Scientific Railgun auf Kaufmedien veröffentlicht.
Auf Netflix sind die ersten beiden Staffeln auf Deutsch zu sehen.
Ab 2023 werden nach und nach die ersten beiden Staffeln von Animoon Publishing in deutscher Sprache auf Blu-Ray und DVD veröffentlicht.

#### Synchronisation
| Rolle           | japanischer Sprecher (Seiyū) |
| --------------- | ---------------------------- |
| Mikoto Misaka   | Rina Satō                    |
| Kuroko Shirai   | Satomi Arai                  |
| Kazari Uiharu   | Aki Toyosaki                 |
| Ruiko Saten     | Kanae Itō                    |
| Shizuri Mugino  | Ami Koshimizu                |
| Frenda Seivelun | Maaya Uchida                 |
| Febri           | Iori Nomizu                  |

#### Musik
Der Soundtrack zur Serie stammt von I’ve sound/Maiko Iuchi.
Im Vorspann der Serie wurde bis Folge 14 der Titel only my railgun von fripSide verwendet, der den 3. Platz in den wöchentlichen Oricon-Charts erreichte und beim 15. Animation Kōbe mit dem Radio Kansai Award als bestes Titellied ausgezeichnet wurde, ab der 15. Folge LEVEL5-judgelight-, ebenfalls von fripSide.
Der Abspann wurde mit Titeln von Elisa unterlegt: In der ersten Hälfte der Serie wurde Dear My Friend – Mada Minu Mirai e (Dear My Friend －まだ見ぬ未来へ－), in Folge 12 Smile -You & Me-, und ab der 15. Folge Real Force. Die erste Folge hatte keinen Vorspann und verwendete den Titel only my railgun als Abspann.
Die OVA benutzt im Vorspann das Lied future gazer von fripSide und im Nachspann Special “ONE” von Elisa.